# Noordwest (Groningen)
Noordwest is een wijk in Groningen. De wijk  werd als zodanig gevormd bij de nieuwe wijk- en buurtindeling van Groningen in 2014. De wijk ligt binnen het gebiedsdeel West. De grenzen van de wijk worden gevormd door het van Starkenborghkanaal in het noorden, het Reitdiep in het westen en de spoorlijn naar Winsum in het zuiden.
De wijk is onderverdeeld in zes buurten: Selwerd, Paddepoel-Zuid, Paddepoel-Noord, Zernike Campus, Selwerderhof en Tuinwijk.

## Fotogalerij

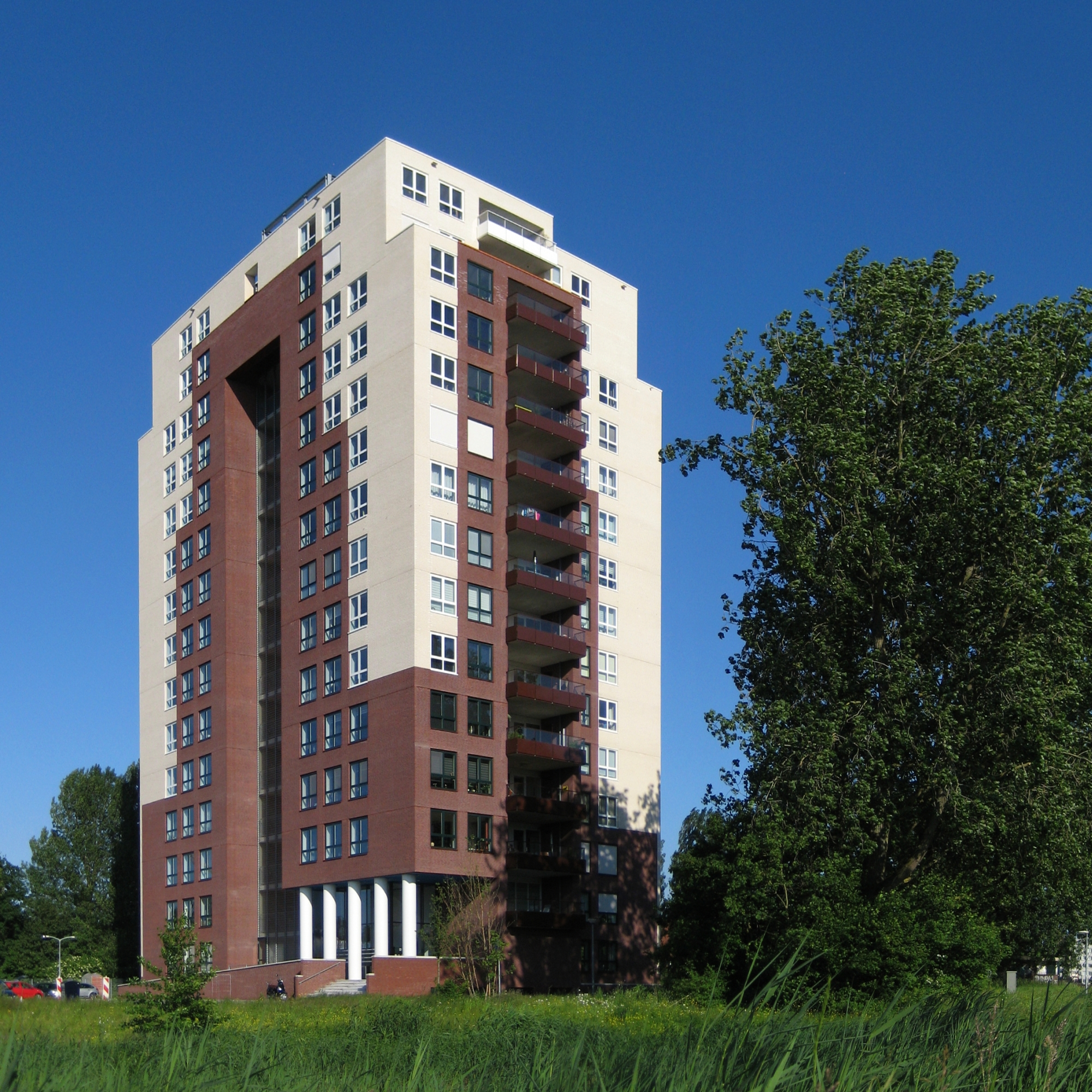
Marquant in Paddepoel
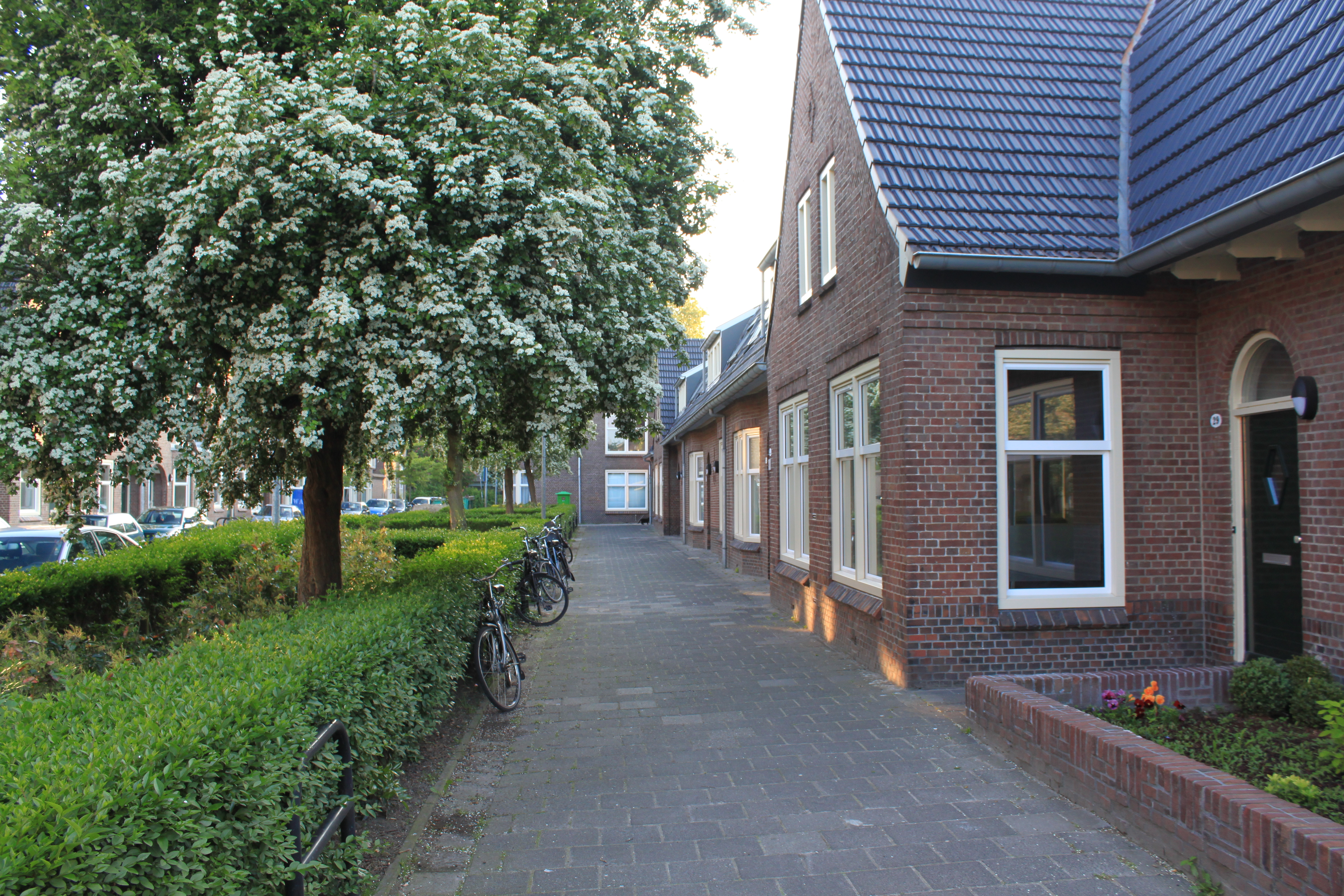
De Fruitstraat in de Tuinwijk
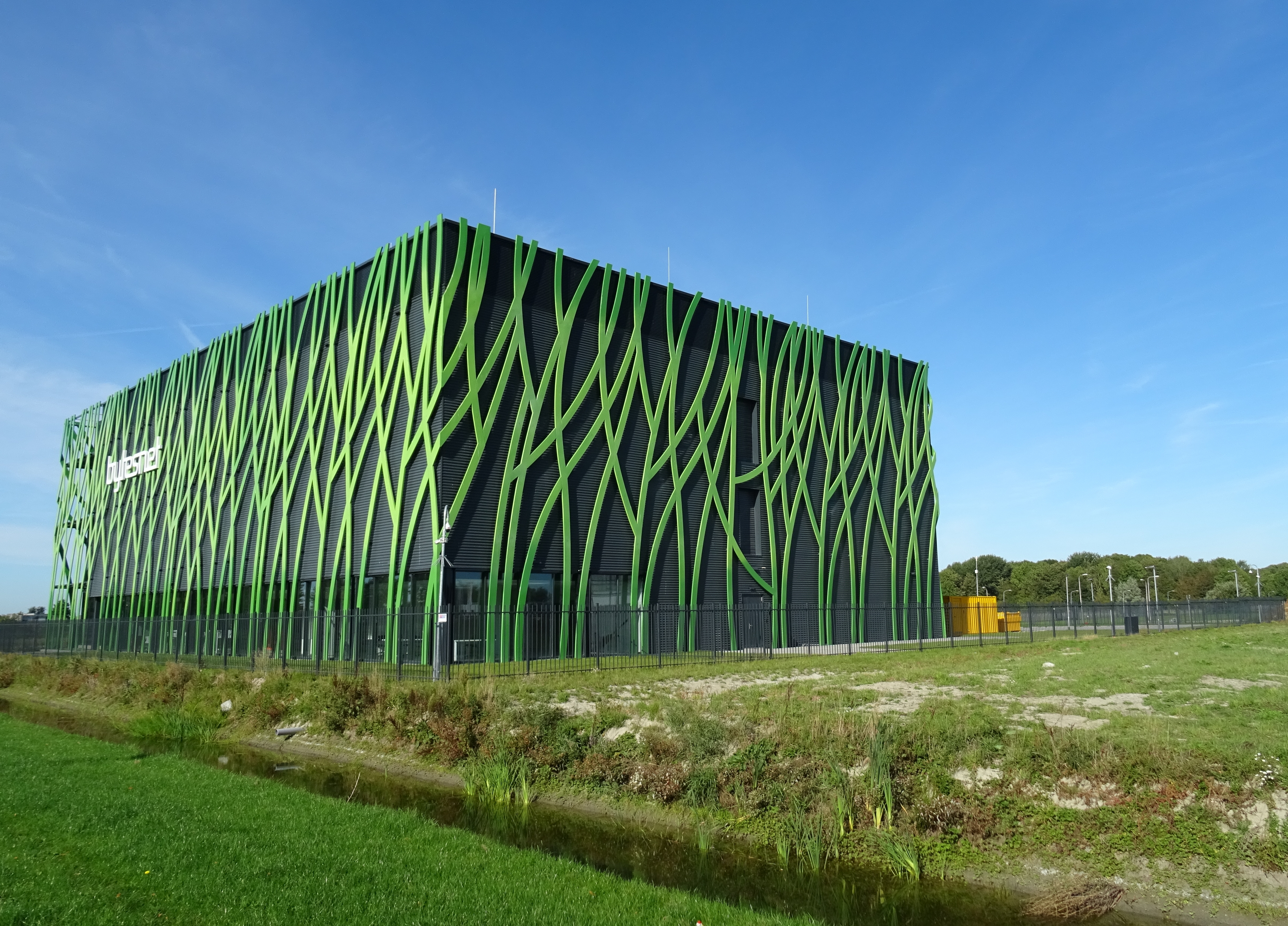
Zernike
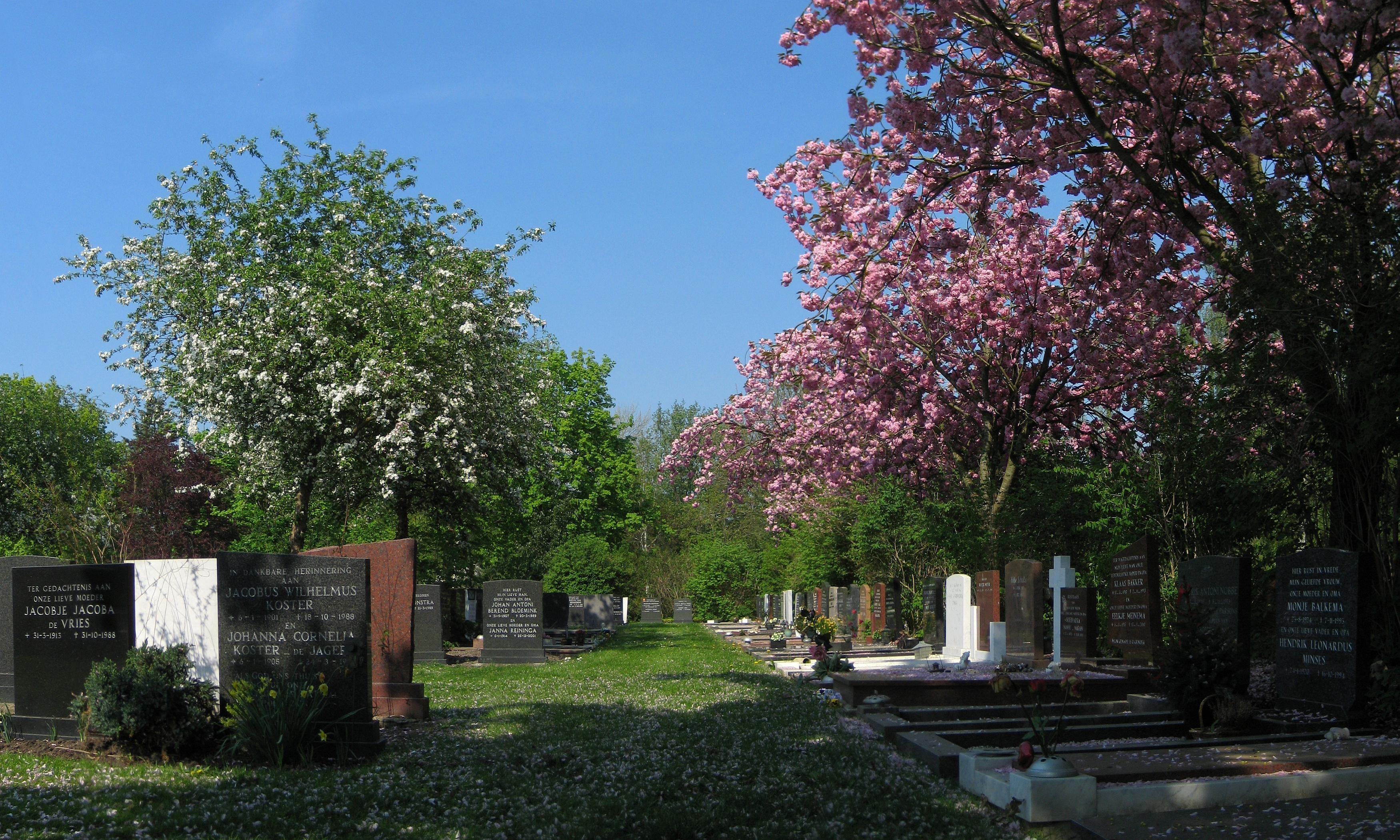
Selwerderhof
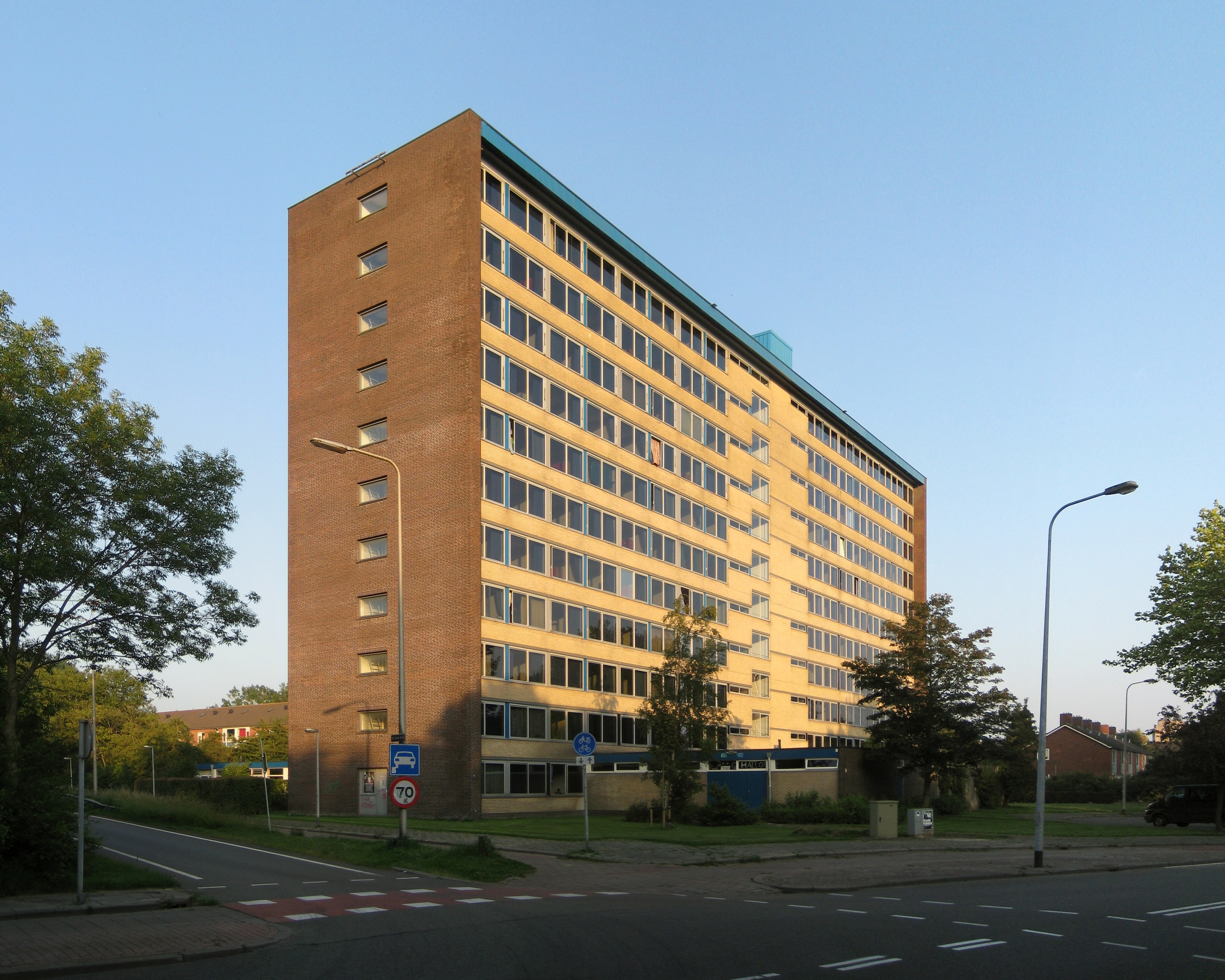
Studentenflat Selwerd 1